# Норт, Джейд
Джейд Бронсон Норт (англ. ; ) — австралийский футболист, защитник. Выступал в национальной сборной Австралии.

## Клубная карьера
Родился в Тари в Новом Южном Уэльсе, Австралия. Жил в Новой Зеландии до 11 лет, затем переселился с семьей в Австралию, в окрестности Брисбена. Он учился в средней школе, пока ему не предложили место с AIS в Канберре в возрасте 15 лет. Он присоединился к ним, как один из самых молодых игроков.
Норт стал капитаном «Ньюкасл Юнайтед Джетс» в течение сезона 2007/08 A-лиги после отъезда Пола Окона.
9 июня 2008 австралийские газеты предположили, что Джейда должен подписать бельгийский клуб «Брюгге» или армянский клуб «Мика», но слухи оказались спекулятивными.
В 2009 году перешёл в южнокорейский клуб K-League «Инчхон Юнайтед» за 2 миллиона долларов.
26 февраля 2010 норвежская клуб «Тромсё» заключил контракт с австралийским защитником. Он провел четыре месяца в Норвегии прежде, чем присоединиться к «Веллингтон Феникс» 30 июля 2010 в соответствии с однолетним соглашением.
2 апреля 2011 он перешёл из Веллингтона в японский клуб второго дивизиона «Токио».
8 января 2013 он подписал соглашение на 3,5 года с «Брисбен Роар».

## Международная карьера
Норт играет за сборную Австралии с 2002 года. Джейда взяли на карандаш, когда он с командой U-17 в 1999 году проиграл в финале молодёжного чемпионат мира Бразильцам в серии пенальти. Он выступал на Олимпийских играх в 2004 году.